# اچ‌ام‌اس دومینیکا (۱۸۰۷)
اچ‌ام‌اس دومینیکا (۱۸۰۷) (به انگلیسی: HMS Dominica (1807)) یک کشتی بود. این کشتی در سال ۱۸۰۷ ساخته شد.